# Broadwater megye
Broadwater megye az Amerikai Egyesült Államokban, azon belül Montana államban található. Megyeszékhelye és legnagyobb városa Townsend. Lakosainak száma 6774 fő (2020. április 1.). Broadwater megye Meagher, Gallatin, Lewis and Clark és Jefferson megyékkel határos.

## Népesség
A megye népességének változása:
| Lakosok száma | 5640 | 5734 | 5769 | 5692 | 5689 | 6774 |
|               | 2010 | 2011 | 2012 | 2013 | 2015 | 2020 |